# Rocky
Rocky je americký sportovní film z roku 1976, který napsal a hlavní postavu ztvárnil Sylvester Stallone a režíroval John G. Avildsen. Film ukazuje příběh amerického snu stárnoucího boxera Rockyho Balboa, který žije v chudé čtvrti Filadelfie, živí se jako vymahač dluhů a to do doby až čistou náhodou má šanci něco v životě dokázat.
Snímek disponoval rozpočtem pouhých 1,1 milionů dolarů, ale během pouhých 28 dní vytvořil zisk přes 117 milionů USD. Film získal 3 Oscary včetně ceny za nejlepší film. Díky těmto úspěchům se Sylvester Stallone stal hvězdou a film se dočkal dalších 5 pokračování – Rocky II, III, IV, V a Rocky Balboa (viz série filmů Rocky).

## Příběh
Píše se rok 1975 a Rocky Balboa je druhořadý boxer, který si vydělává jako vymahač dluhů u místního lichváře v chudé čtvrti Filadelfie. Trenér Rockyho přehlíží, protože má za to, že Balboa promrhal svůj talent na box a nikdy nebyl schopen jej patřičně využít. Sám Rocky boxuje po večerech s místními protivníky a ve volných chvílích se uchází o srdce plaché prodavačky zverimexu, Adriany Pennino, která žije v domácnosti se svým neurvalým bratrem Pauliem.
Vše se má změnit, když úřadujícímu mistru těžké váhy, Apollo Creedovi, odpadá zápas kvůli zranění soupeře. Apollo chce mermomocí zápas uskutečnit a tak prohlašuje, že se utká s místním filadelfským boxerem, aby pobavil publikum. Sebejistý Creed si vybírá Rockyho a ten unaven dosavadním stereotypem cítí příležitost udělat něco se svým životem a konečně prorazit v boxu.
Rocky přesvědčuje Mickeyho, aby jej trénoval. Sám nemá ambice úřadujícího profesionála porazit, ale dává si za úkol vydržet plných patnáct kol, což se doposud nepovedlo žádnému boxerovi, který proti Creedovi nastoupil. Během tréninku se Rocky schází s Adrianou a navzájem se do sebe zamilují.
Apollo Creed zápas nebere příliš vážně do doby, než jej Rocky již v prvním kole sráží mohutným úderem. Tím zápas získává na intenzitě a oba boxeři utrpí četná zranění. Při ohlášení 15. a posledního kola jsou oba natolik vyčerpaní, že se ke konci samotného zápasu zaklesnou do sebe pažemi a nejsou schopni uštědřit protivníkovi finální úder. Po zaznění gongu Rocky volá Adrianu, která sbíhá k němu do ringu a při vzájemném objetí je, pro Rockyho negativní, výsledek zápasu mimo jejich zájem.

## Obsazení
| Sylvester Stallone | Rocky Balboa                                          |
| Talia Shire        | Adriana Pennino – plachá dívka o níž Rocky usiluje    |
| Burt Young         | Paulie Pennino – Adrianin bratr pracující v řeznictví |
| Carl Weathers      | Apollo Creed – úřadující šampión těžké váhy           |
| Burgess Meredith   | Mickey Goldmill – Rockyho trenér a manažer            |

## Zajímavosti

### Rockyho schody

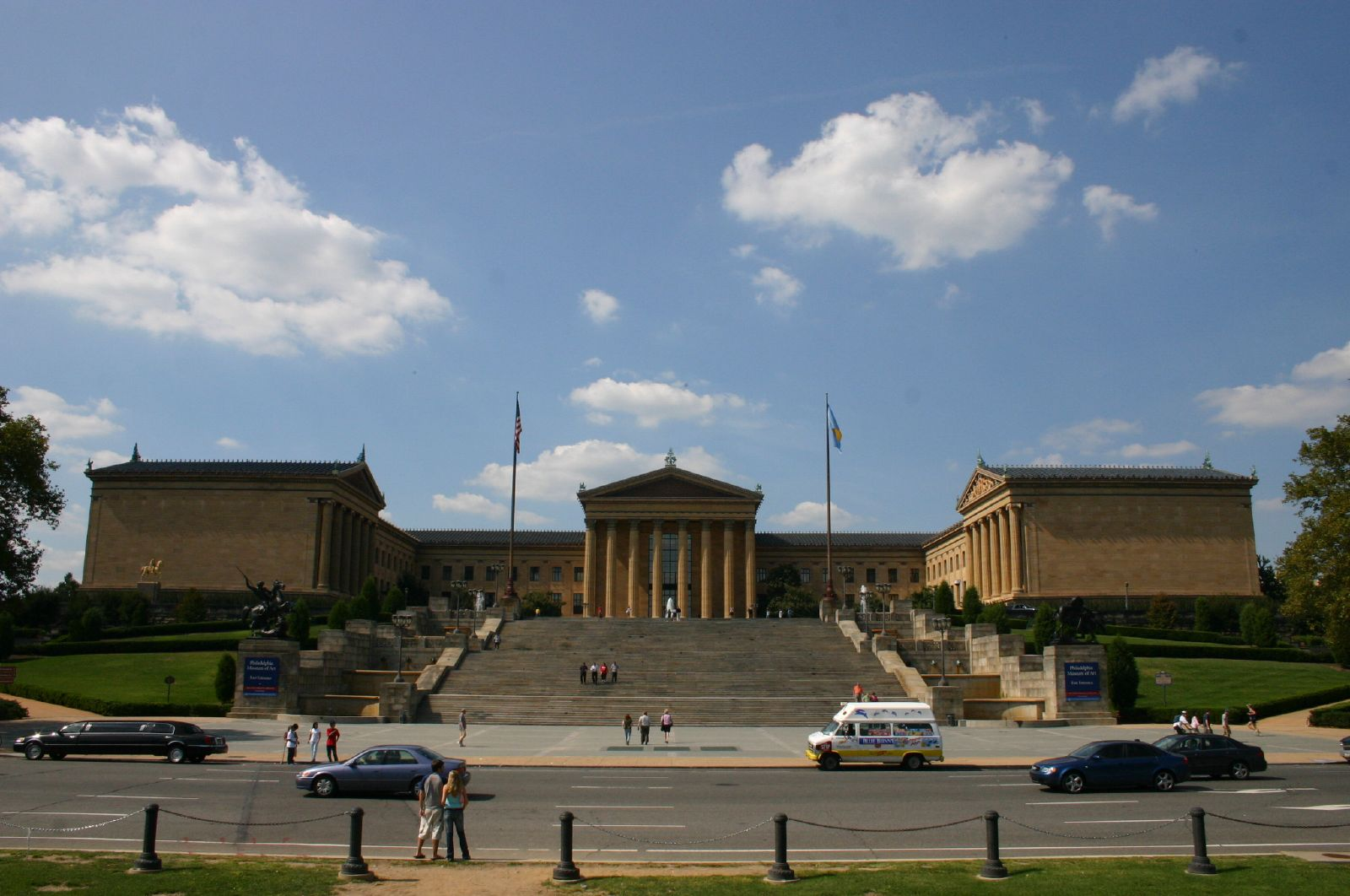
„Rockyho schody“ před Muzeem umění ve Filadelfii

Rocky vždy ve filmu i v následujících filmech zakončuje svůj tréninkový běh vyběhnutím schodů u Filadelfského muzea umění. Zpočátku tréninku mu to činí obtíže a schody spíše vychází, ale každý film ze série Rocky (kromě IV a V) disponuje scénou zakončení tréninku, kdy Rocky vybíhá schody a nahoře poskakuje a zvedá vítězně ruce nad hlavu.
Ve filmech se na tomto místě od třetího dílu také objevuje bronzová socha Rockyho Balboa. Ta ve skutečnosti byla později odstraněna s tím, že nejde o umění, ale v roce 2006 byla umístěna na piedestal nedaleko schodů, protože samotné „Rockyho schody“ znatelně zvýšily ve Filadelfii turistický ruch.

### Postava Rockyho
Více v článku Rocky Balboa
Postavu Rockyho vymyslel jeho představitel Sylvester Stallone. Tomu se zrodil nápad o boxerovi z nižší třídy, který se dokáže probojovat na samý vrchol sportovního žebříčku, po zhlédnutí fenomenálního zápasu Muhammad Ali vs. Chuck Wepner, který trval vyrovnaných 14 kol.

### Hudba
Kromě filmu samotného byl úspěšný i soundtrack k filmu, který složil Bill Conti, který následně komponoval hudbu i pro filmy Rocky II, III, V a Rocky Balboa.